# 阳安郡
阳安郡，中国唐朝时设置的郡。
- 东汉建安三年（198年）曹操分析汝南郡置阳安郡，属豫州。治所在朗陵县（今河南省确山县西南）[1]。不久废除。东魏复置阳安郡，治所在阳安城（今确山县东北古城北），辖境相当今确山县北部。北齐废除。
- 唐玄宗天宝元年（742年），改简州置阳安郡。治所在阳安县（今四川省简阳市西北绛溪河北岸）。下辖阳安县、平泉县（今四川省简阳市平泉镇）、金水县（今四川省金堂县治东南同兴乡州城村）。辖境相当今四川省简阳市及金堂县部分地。唐肃宗乾元元年（758年）复改为简州。
  - 阳安郡太守：魏毖（天宝年间）